# Stražice
Stražice är ett samhälle i Bosnien och Hercegovina.   Det ligger i entiteten Republika Srpska, i den västra delen av landet, 140 km nordväst om huvudstaden Sarajevo. Stražice ligger 613 meter över havet och antalet invånare är 177.
Terrängen runt Stražice är kuperad, och sluttar västerut. Närmaste större samhälle är Mrkonjić Grad, 17,9 km sydost om Stražice. 
Omgivningarna runt Stražice är en mosaik av jordbruksmark och naturlig växtlighet. Runt Stražice är det ganska tätbefolkat, med 67 invånare per kvadratkilometer.